# Hans Jordan (político)
Hans Jordan (Joinville, 3 de março de 1892 - Joinville, 21 de março de 1967) foi um político brasileiro.
Casou com Rose Tamm Jordan e tiveram duas filhas.
Nas eleições de 1945 concorreu à Câmara Federal pelo PSD, recebendo 4.224 votos, ficando na posição de último suplente. Foi convocado deputado federal para a 38ª Legislatura (1947-1951), e tomou posse em 5 de fevereiro de 1946. Ele também foi presidente da Câmara de Vereadores de Joinville–SC (1923-1927).